# Bulgarien i olympiska sommarspelen 2000
Bulgarien deltog i de olympiska sommarspelen 2000 med en trupp bestående av 91 deltagare, 52 män och 39 kvinnor, och de tog totalt 13 medaljer.

## Medaljer

### Guld
- Armen Nazaryan - Brottning, grekisk-romersk stil 58 kg
- Tereza Marinova - Friidrott, tresteg
- Tanyu Kiryakov - Skytte, 50 m pistol
- Maria Grozdeva - Skytte, 25 m pistol
- Galabin Boevski - Tyngdlyftning, 62-69 kg

### Silver
- Serafim Barzakov - Brottning, fristil 63 kg
- Petar Merkov - Kanotsport, K-1 500 meter
- Petar Merkov - Kanotsport, K-1 1000 meter
- Rumyana Neykova - Rodd, singelsculler
- Georgi Markov - Tyngdlyftning, 62-69 kg
- Alan Tsagaev - Tyngdlyftning, 94-105 kg

### Brons
- Jordan Jovtjev - Gymnastik, fristående
- Jordan Jovtjev - Gymnastik, ringar

## Badminton
Herrsingel
- Svetoslav Stoyanov
  - Round of 32 — Besegrade Rio Suryana från Australien
  - Round of 16 — Förlorade mot Xia Xuanze från Kina

- Mihail Popov
  - Round of 64 — Bye
  - Round of 32 — Förlorade mot Fung Permadi från Taiwan

Herrdubbel
- Mihail Popov och Svetoslav Stoyanov
  - Round of 32 — Förlorade mot Martin Lundgaard Hansen, Lars Paaske från Danmark

Damsingel
- Nely Boteva
  - Round of 64 — Besegrade Kellie Lucas från Australien
  - Round of 32 — Förlorade mot Chia-Chi Huang från Taiwan

Damdubbel
- Nely Boteva och Diana Koleva-Tzvetanova
  - Round of 32 — Förlorade mot Gao Ling, Qin Yiyuan från Kina

## Boxning
Fjädervikt
- Juri Mladenov
  - Omgång 1 — Besegrade Servin Suleymanov från Ukraina
  - Omgång 2 — Förlorade mot Yosvani Aguilera från Kuba (→ gick inte vidare)

Lätt mellanvikt
- Dmitry Usagin
  - Omgång 1 — Förlorade mot Jermain Taylor från USA (→ gick inte vidare)

Lätt tungvikt
- Dankov Emil-Krastev
  - Omgång 1 — Förlorade mot Ali Ysmajlov från Azerbajdzjan (→ gick inte vidare)

## Friidrott
Herrarnas 100 meter
- Petko Yankov
  - Omgång 1 — 10.63 (→ gick inte vidare)

Herrarnas 200 meter
- Petko Yankov
  - Omgång 1 — 20.91
  - Omgång 2 — 20.75 (→ gick inte vidare)

Herrarnas 400 meter
- Iliya Dzhivondov
  - Omgång 1 — 48.64 (→ gick inte vidare)

Herrarnas 110 meter häck
- Zhivko Videnov
  - Omgång 1 — DNF (→ gick inte vidare)

Herrarnas 400 meter häck
- Iliya Dzhivondov
  - Omgång 1 — 54.36 (→ gick inte vidare)

Herrarnas längdhopp
- Petar Dachev
  - Kval — 8.03
  - Final — 7.80 (→ 11:e plats)

- Nikolay Atanasov
  - Kval — 7.62 (→ gick inte vidare)

Herrarnas tresteg
- Rostislav Dimitrov
  - Kval — 17.00
  - Final — 16.95 (→ 9:e plats)

- Ivayle Rusenov
  - Kval — 16.40 (→ gick inte vidare)

Herrarnas stavhopp
- Ilian Efremov
  - Kval — 5.55 (→ gick inte vidare)

Herrarnas maraton
- Petko Stefanov
  - Final — 2:26:24 (→ 60:e plats)

Damernas 100 meter
- Petya Pendareva
  - Omgång 1 — 11.30
  - Omgång 2 — 11.36 (→ gick inte vidare)

Damernas 200 meter
- Monika Gachevska
  - Omgång 1 — 24.16 (→ gick inte vidare)

Damernas 400 meter
- Daniela Georgieva
  - Omgång 1 — 54.46 (→ gick inte vidare)

Damernas 5 000 meter
- Daniela Jordanova
  - Omgång 1 — 15:10.08
  - Final — 14:56.95 (→ 10:e plats)

Damernas 100 meter häck
- Svetla Dimitrova
  - Omgång 1 — 13.00
  - Omgång 2 — 13.04
  - Semifinal — 12.95 (→ gick inte vidare)

Damernas spjutkastning
- Khristina Georgieva
  - Kval — 54.60 (→ gick inte vidare)

Damernas släggkastning
- Aneliya Yordanova
  - Kval — 54.92 (→ gick inte vidare)

Damernas tresteg
- Tereza Marinova
  - Kval — 14.73
  - Final — 15.20 (→  Guld)

- Mariya Dimitrova
  - Kval — 13.87 (→ gick inte vidare)

Damernas höjdhopp
- Eleonora Miloucheva
  - Kval — 1.94
  - Final — 1.90 (→ 13:e plats)

- Venelina Veneva
  - Kval — 1.94
  - Final — 1.93 (→ 9:e plats)

- Khristina Kaltjeva
  - Kval — inget resultat (→ gick inte vidare)

Damernas stavhopp
- Tanya Koleva
  - Kval — inget resultat (→ gick inte vidare)

## Kanotsport
Sprint
Herrarnas K-1 500 m
- Petar Merkov
  - Kvalheat — 01:40,227
  - Semifinal — 01:40,008
  - Final — 01:58,393 (→  Silver)

Herrarnas K-1 1000 m
- Petar Merkov
  - Kvalheat — 03:38,234
  - Semifinal — 03:38,217
  - Final — 03:34,649 (→  Silver)

Herrarnas K-2 500 m
- Petar Sibinkitch, Milko Kazanov
  - Kvalheat — 01:33,682
  - Semifinal — 01:31,919
  - Final — 01:52,725 (→ 8:e plats)

Herrarnas K-2 1000 m
- Mariyan Dimitrov, Dimitar Ivanov
  - Kvalheat — 03:23,646 (→ gick inte vidare)

Herrarnas K-4 1000 m
- Milko Kazanov, Iordan Iordanov, Petar Merkov, Petar Sibinkitch
  - Kvalheat — 03:00,634
  - Semifinal — 03:01,051
  - Final — 02:58,112 (→ 5:e plats)

Herrarnas C-1 500 m
- Nikolaj Buchalov
  - Kvalheat — 01:51,996
  - Semifinal — 01:52,371
  - Final — 02:44,289 (→ 9:e plats)

Herrarnas C-1 1000 m
- Nikolaj Buchalov
  - Kvalheat — 03:59,092
  - Semifinal — 04:05,236 (→ gick inte vidare)

## Segling
Mistral
- Irina Konstantinova
  - Lopp 1 —  20
  - Lopp 2 —  (25)
  - Lopp 3 —  22
  - Lopp 4 —  15
  - Lopp 5 —  25
  - Lopp 6 —  22
  - Lopp 7 —  22
  - Lopp 8 —  23
  - Lopp 9 —  (26)
  - Lopp 10 —  22
  - Lopp 11 —  22
  - Final —  193 (→ 24:e plats)